# Bennekel
De Bennekel, in de Nederlandse provincie Noord-Brabant, is een Eindhovense buurt gelegen in het stadsdeel Gestel. Officieel bestaat de wijk uit de buurt Bennekel-Oost en de buurt Bennekel-West en Gagelbosch en Gestel-midden. Bennekel behoort tot de wijk Oud-Gestel. Op 1 januari 2023 telde de buurt 6.675 inwoners, verdeeld over 3.341 woningen, op een oppervlakte van 1,2 km².
Gestel-midden ligt tussen Bennekel-Oost en Gagelbosch.
Na de Tweede Wereldoorlog is de wijk De Bennekel vastgebouwd aan Eindhoven. De wijk ligt buiten de rondweg en wordt getypeerd als een klassieke arbeidersbuurt. Reeds in 1997 benoemde de gemeente Eindhoven de Bennekel tot Impulsgebied, ter verbetering van leefbaarheid en de kwaliteit van de wijk. Uit onderzoek in 2002 van de gemeente bleek dat de wijk tot de laagste geklasseerde buurten behoorde. Het percentage huurwoningen was relatief hoog in vergelijking met de rest van Eindhoven en de waarde van koopwoningen lag met € 88.000,- 30% lager dan gemiddeld in Eindhoven, € 127.000. De wijk staat op de lijst van De 40 wijken van Vogelaar van minister Vogelaar. In Eindhoven zijn er nog twee wijken die tot de aandachtsgebieden behoren, Doornakkers en Woensel-West.

## Foto's

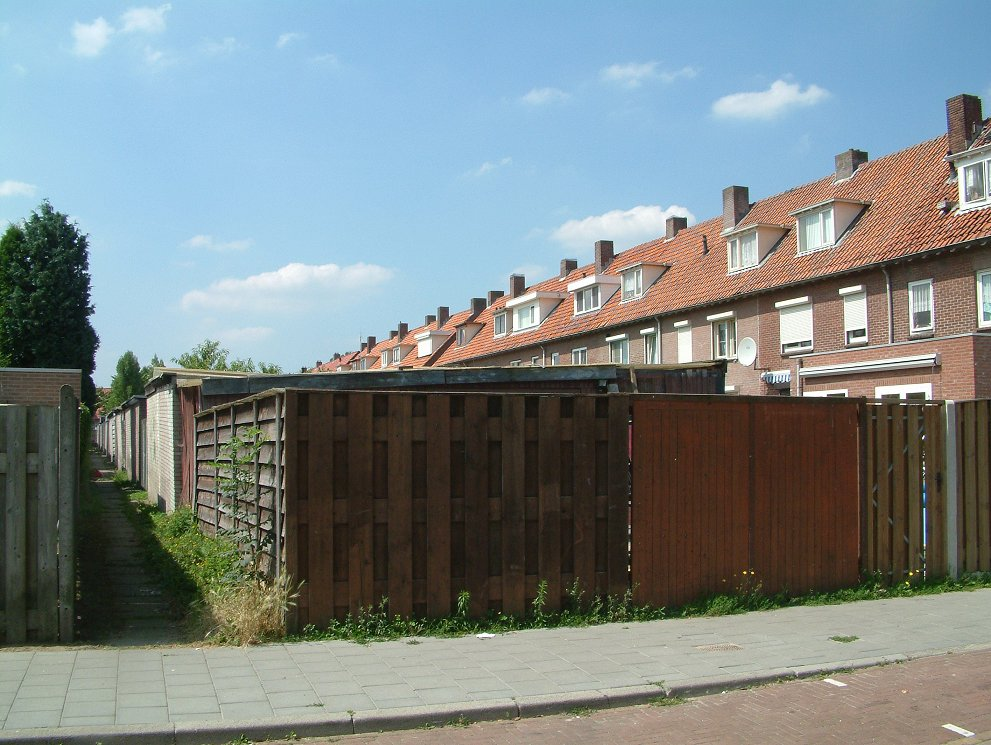
Benoistraat
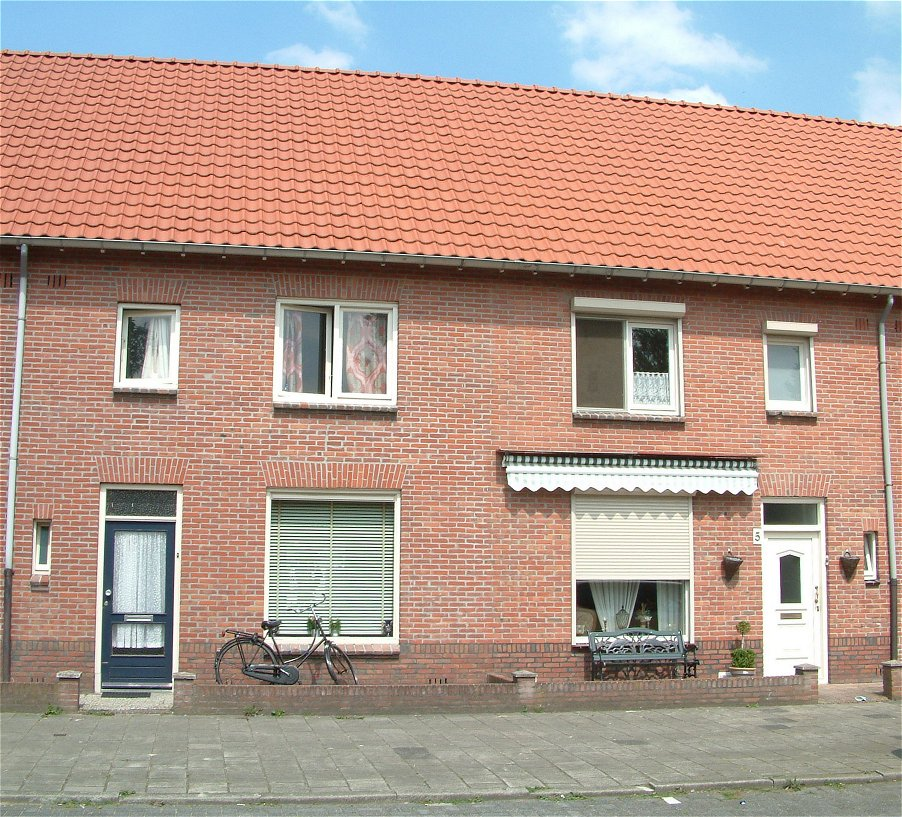
Nicolaistraat
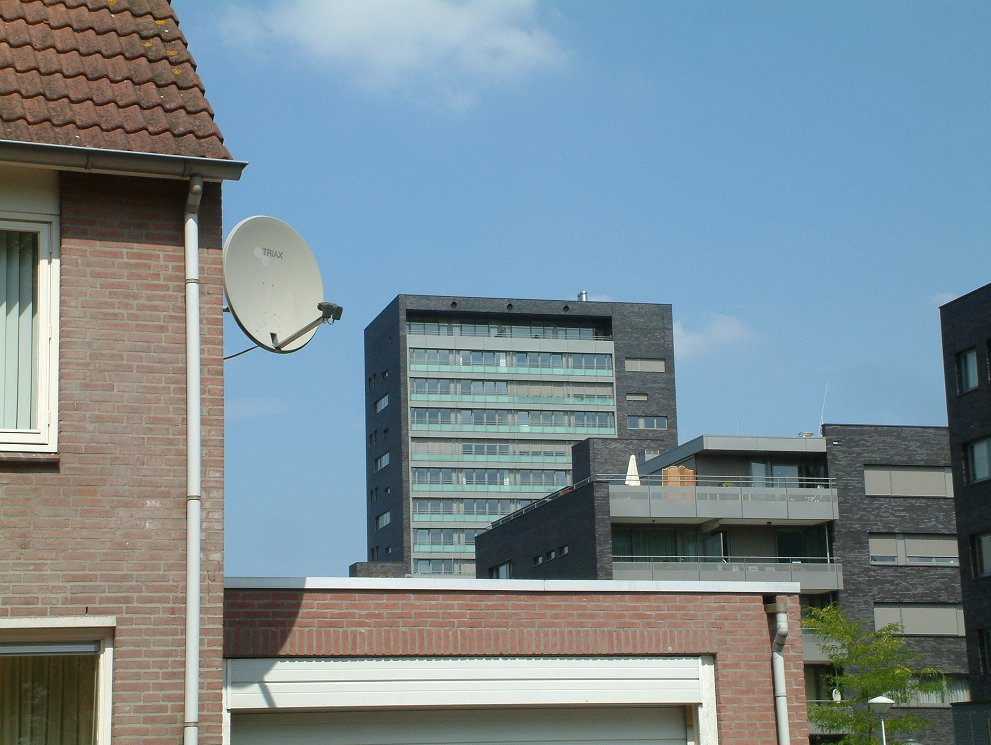
Holstraat
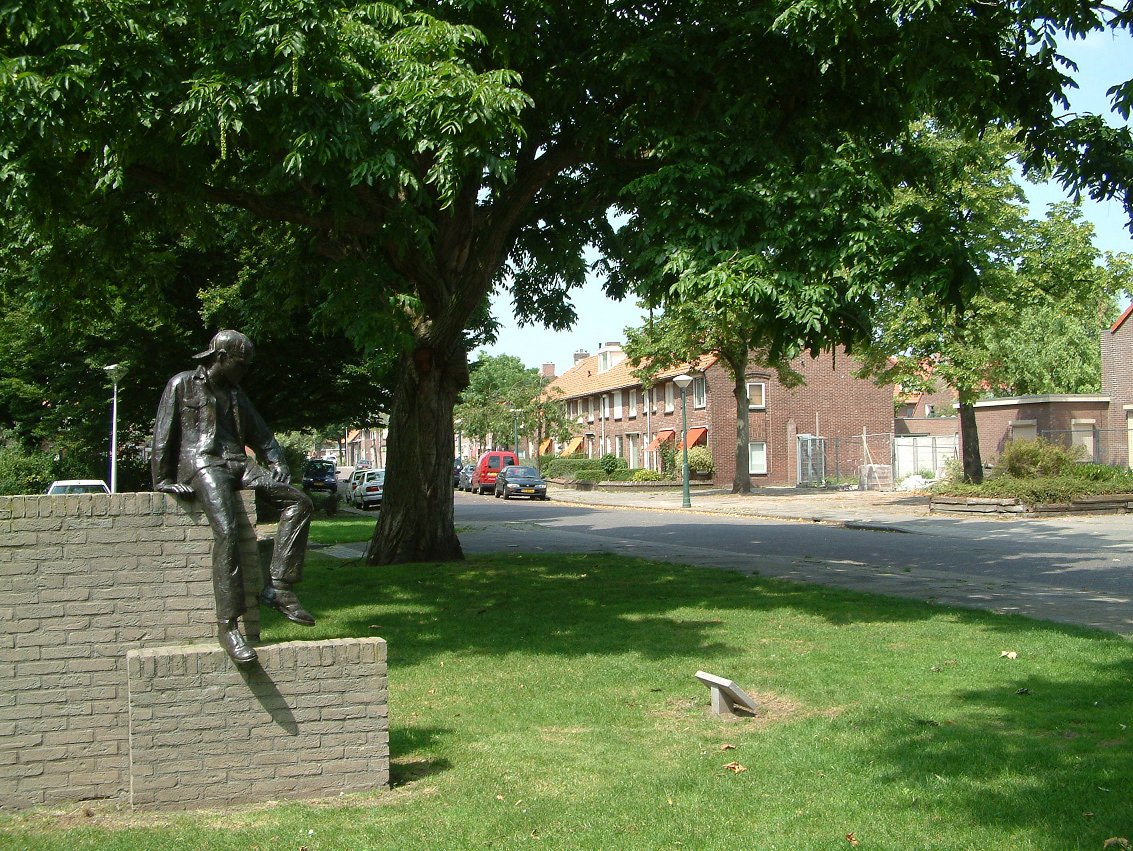
Reinkenstraat